# Schüsselkarspitze
La Schüsselkarspitze est une montagne d'une altitude de 2 551 ou 2 553 m dans le massif du Wetterstein, à la frontière entre l'Allemagne et l'Autriche.

## Géographie

### Topographie
La Schüsselkarspitze a une isolation topographique de 300 m avec la Dreitorspitze.

## Histoire
La première ascension du Schüsselkarspitze est réalisée en 1894 par Heinrich Moser et Oscar Schuster par le flanc nord. Otto Herzog réussit la première ascension de la face sud de la Schüsselkarspitze en 1913. Rudolf Peters réussit la première ascension de la face sud-est de la Schüsselkarspitze en 1934.

## Ascension
La Schüsselkarspitze est l'une des montagnes d'escalade les plus réputées des Préalpes orientales septentrionales. Diverses voies d'escalade exigeantes traversent notamment les dalles de la face sud, comme par exemple le Rêve bavarois. Dans la zone sommitale du Schüsselkarspitze se trouve le Schüsselkar-Biwak installé en permanence à 2 536 m, un bivouac qui offre un refuge aux grimpeurs en cas d'urgence.